# Eskil

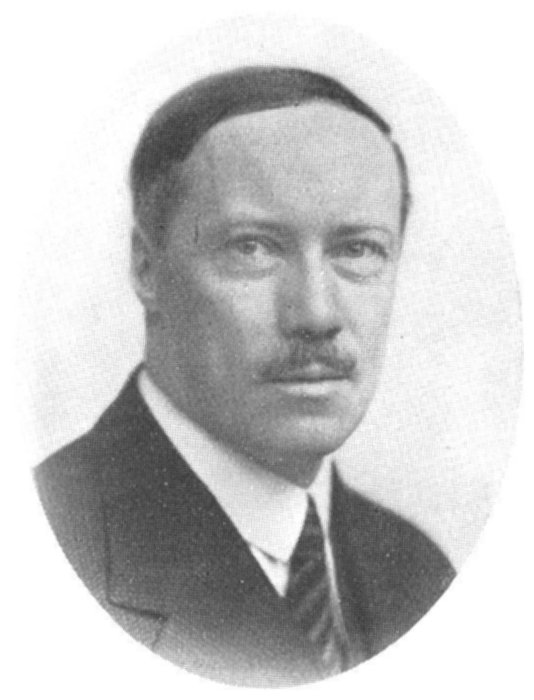
Eskil Ridderstad, 1937.

Eskil är ett mansnamn med omkring 6 600 bärare. Namnet har nordiskt ursprung med betydelsen gud och hjälm. I fornsvenskan återfinns namnet som Askel eller Æskil, i forndanskan som Askil eller Eskil. Eschillus är en latiniserad form av det danska mansnamnet Áskell eller Ásketill. Den finska varianten är Esko.
År 1999 var det ett av de 200 vanligaste tilltalsnamnen bland de yngsta. 31 december 2005 fanns det totalt 5 170 personer i Sverige med namnet, varav 1 469 med det som tilltalsnamn. År 2003 fick 59 pojkar namnet, varav 32 fick det som tilltalsnamn.
Namnsdag: 12 juni. I det traditionella svenska jordbruket var Eskilsdagen en märkesdag för att så rovor. I den finlandssvenska namnsdagslängden har Eskil namnsdag 12 juni sedan starten 1929, då en egen namnsdagskalender togs i bruk för finlandssvenskar.

## Personer med namnet Eskil
- Sankt Eskil
- Ärkebiskop Eskil av Lund
- Biskop Eskil av Ribe
- Eskil Block, ingenjör och futurolog
- Eskil Collenius, kyrkobyggare i östra Finland
- Eskil Dalenius, svensk barnskådespelare, som under sin karriär spelade tre olika pojkar med namnet Rasmus, alla påhittade av Astrid Lindgren
- Eskil Eckert-Lundin, kompositör, musiker
- Eskil Eriksson, redaktör
- Eskil Erlandsson, svensk politiker (C), statsråd
- Eskil Franck, docent i teologi
- Eskil Hemberg, tonsättare och dirigent
- Eskil Isaksson (Banér), riddare och riksråd
- Eskil Magnusson (Bjälboätten), lagman i Västergötland, bror till Birger jarl
- Aeschillus (Eskil) Petraeus, rektor vid akademin i Åbo, biskop i Åbo, riksdagsman
- Eskil Ridderstad, tidningsman
- Eskil Roos, frälsningsofficer
- Eskil Sundahl, arkitekt
- Eskil Vogt, norsk manusförfattare och filmregissör
- Mårten Eskil Winge, konstnär
- Eskil Simonsson, sångare i bandet Covenant